# Bioradiofotografie
(da Lettera a un pulcino)
Bioradiofotografie è il terzo album di Stefano Rosso pubblicato nel 1979 dall'etichetta discografica RCA italiana.

## Descrizione
Antonio Coggio cessa la sua collaborazione con la RCA Italiana nel 1979, e per la realizzazione del suo terzo 33 giri Stefano Rosso si affida per la produzione e gli arrangiamenti a Gianni Marchetti, musicista autore di molte musiche per Piero Ciampi; anche questo disco viene registrato negli Studi RCA di Roma, tutte le canzoni sono scritte dallo stesso Rosso, che si firma con il suo vero nome, Stefano Rossi, e sono edite dalla Edizioni Musicali RCA Musica.
La copertina è curata da Arpad Kertesz, e rappresenta il cantautore vestito da medico mentre analizza alcune radiografie: vi è un riferimento ad una delle canzoni del disco, Valentina, perché in una radiografia vi è la scritta Libertà, e sul retro vi è l'attrice Michela Miti nella parte della ragazza a cui è stata fatta la radiografia.
All'interno sono riportati i testi delle canzoni, ma non i nomi dei musicisti che hanno partecipato alle sessioni di registrazione, curate dai tecnici del suono Giampaolo Venditti e Raffaele Cricchi.
Dal disco viene tratto il 45 giri ...ma niente più/Ragazza sola, che sono le due canzoni che aprono i due lati dell'album: mentre ...ma niente più è una ballata autobiografica, Ragazza sola è invece un valzer che ritorna al tema di Una storia disonesta (« Quante storie di ragazzi / innamorati pazzi / avrete già ascoltato, / la mia però è diversa: / amo una ragazza bionda alta magra / con la verginità persa »).
L'unica canzone già nota del disco è Valentina, storia di una ragazza che scappa di casa, e che era già stata interpretata da Claudio Baglioni nel programma televisivo "Ritratto di un giovane qualsiasi" trasmesso nell'agosto 1974 (anche se la versione di Rosso presenta alcune differenze nel testo; ad esempio il verso finale "Su una tasca aveva scritto libertà" diventa "Su una chiappa aveva scritto libertà"); altra canzone degna di nota è Lettera a un pulcino, bel brano dedicato alla figlia Stefania, che racconta una mattina in cui il cantautore la accompagna a scuola.
Quando la luna si rifà invece alla musica swing per descrivere un'esplosione nucleare in maniera allegra e surreale, citando Elvis Presley, i Beatles, Totò e Charlie Chaplin (di cui viene ricordato il personaggio di Calvero di Luci della ribalta).
L'abilità con il finger picking di Rosso emerge in Tre fratelli, tipica ballata, mentre la melodica Passeggiata descrive una giornata trascorsa a passeggiare per la città, con i vari incontri effettuati.
Bioradiofotografie, promosso in maniera molto blanda dall'RCA Italiana, vendette molto meno rispetto agli album precedenti, e questa fu una delle cause del suo abbandono della vecchia etichetta e del passaggio di Stefano Rosso alla Ciao Records.
L'album non è mai stato ristampato in CD.

## Tracce
Lato A
1. ...ma niente più – 3:17
2. Canzone per chi – 4:09
3. La rosa e il gabbiano – 3:54
4. Valentina – 2:46
5. Quando la Luna – 4:11

Durata totale: 18:17
Lato B
1. Ragazza sola – 2:52
2. Passeggiata – 3:58
3. Se mai dovessi... – 3:38
4. Tre fratelli – 3:00
5. Lettera a un pulcino – 3:42

Durata totale: 17:10